# Will Gregory
William Owen Gregory, né le 17 septembre 1959 à Bristol, est un chanteur et claviériste anglais, producteur et compositeur du groupe de musique électronique Goldfrapp.

## Biographie
Will Gregory est le fils d'une actrice et d'un chanteur de chœur d'opéra. Il a fait des études de musique classique à l'Université d'York.
Dans les années 1980, il a joué avec différents artistes comme Tears for Fears, Peter Gabriel, The Cure ainsi que Portishead (eux aussi de Bristol). Gregory a joué aussi avec Tori Amos et a enregistré avec Paula Rae Gibson.
En 1999, la chanteuse Alison Goldfrapp et Will Gregory ont créé le groupe de musique électronique Goldfrapp  qui connait, depuis, le succès auprès des critiques et dans les charts internationaux.
Will Gregory est aussi saxophoniste. Il a joué avec le Apollo Saxophone Quartet, Spiritualized, Michael Nyman et en 1991, à Paris, il a intégré la section saxophone de l'orchestre de musique de chambre London Sinfonietta pour la création de l'opéra de John Adams, Nixon en Chine.
En 2005, il crée le Will Gregory Moog Ensemble, groupe de musique électronique qui interprète au moyen de synthétiseurs et d'instruments électroniques des œuvres originales, des transcriptions d’œuvres classiques, des adaptations de musiques de la culture populaire, et des musiques de films.
En 2008, il est cité dans l'album Third, de Portishead, pour les morceaux Magic Doors et Threads.
Le 31 mars 2011, le 1er opéra de Will Gregory, Piccard in Space, est joué au Queen Elizabeth Hall (Londres) avec un succès mitigé.
Le 11 mars 2013, une nouvelle œuvre de Will Gregory pour orchestre et synthétiseur Moog, basée sur une sarabande de Bach, est donnée à Londres.

## Discographie
Tears for Fears
- Songs from the Big Chair (1985)

Tori Amos
- Little Earthquakes (1992)

Goldfrapp
- Voir la discographie officielle

Peter Gabriel
- OVO (2000)
- Up (2002)
- Long Walk Home: Music from The Rabbit-Proof Fence (2002)

Portishead
- Roseland NYC Live (1998)
- Third (2008)

Avec d'autres artstes
- Four Ways to Cook a Goose – Loggerheads (1987)
- Gas Giants – Gas Giants (1994)

Bande sonore de film
- I.D. (1995)